# Christian Detlev Karl zu Rantzau

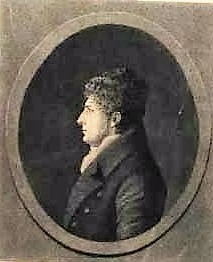
Christian Detlev Karl zu Rantzau

Graf Christian Detlev Karl zu Rantzau, dänisch Kristian Ditlev Karl Rantzau (* 8. Oktober 1772 in Rastorf; † 23. Februar 1812 in Ascheberg) war ein deutsch-dänischer Verwaltungsjurist, Oberpräsident von Kiel und Kurator der Universität Kiel.

## Leben
Christian Detlev Karl zu Rantzau begründete das Haus Oppendorf des holsteinischen Uradelsgeschlechts (Equites Originarii) Rantzau. Er war der älteste Sohn von Christian Emil zu Rantzau († 1777) auf Gut Rastorf, der 1774 Gut Ascheberg von Schack Carl von Rantzau erwarb, und dessen sehr viel jüngerer Ehefrau Anna Sabine, geb. von Buchwaldt (* 26. Oktober 1750 in Gudumlund, Himmerland; † 6. Januar 1829 in Osterholz, Schloss Breitenburg). Sein jüngerer Bruder war Carl Emil zu Rantzau.
Er studierte Rechtswissenschaften an den Universitäten Kiel und Göttingen. In Göttingen war er 1790 Teil des Auszugs der Studenten zum Kerstlingeröder Feld und einer ihrer Sprecher. 1794 wurde er Kammerjunker am dänischen Hof, 1797 Kammerherr und durch Vermittlung von Ernst Heinrich von Schimmelmann supernumerairer Deputierter beim General-Landes-Oekonomie- und Commerzcollegium in Kopenhagen. In Kopenhagen freundete er sich mit Johann Georg Rist an.
Er übernahm die Güter Oppendorf, Schönhorst und Ascheberg, verkaufte Ascheberg aber bereits 1799, um sich einen Besitz in der Nähe von Kopenhagen zu kaufen, den er bis 1801 behielt. 1798 wurde er wirklicher Deputierter, zugleich bis 1800 Mitglied der Credit-Casse-Direction. 1802 wechselte er als Zweiter Deputierter in die Deutsche Kanzlei und wurde hier 1804 Erster Deputierter.
im April 1809 kam er als Oberpräsident zurück nach Kiel. Zugleich war er als Nachfolger von Fritz von Reventlow Kurator der Universität.
Rantzau war, darin seinem Onkel Hans zu Rantzau folgend, ein früher Verfechter der Aufhebung der Leibeigenschaft in den Herzogtümern, und führte die Vererbpachtung auf Ascheberg durch.
Am 17. September 1795 heiratete er in Regensburg Charlotte Ernestine, geb. Freiin Diede zum Fürstenstein (* 3. März 1773 in London; † 30. Mai 1846 in Kiel), die ältere Tochter des dänischen Gesandten Wilhelm Christoph Diede zum Fürstenstein (1732–1807) und Louise Diede zum Fürstenstein (1752–1803). Kinder des Paares waren der älteste Sohn und Erbe auf Oppendorf Christian Wilhelm Heinrich (1796–1848), die Töchter Nancy (1798–1843), verheiratet mit Christian zu Rantzau (1796–1857), Landdrost des Herzogtums Lauenburg, Louise/Luise (1799–1852), verheiratet mit Heinrich von Reventlow-Criminil, Fanny (1803–1823), der Sohn Ernst (1802–1862) sowie die Zwillinge Cuno (1809–1843) und Otto (1809–1867).

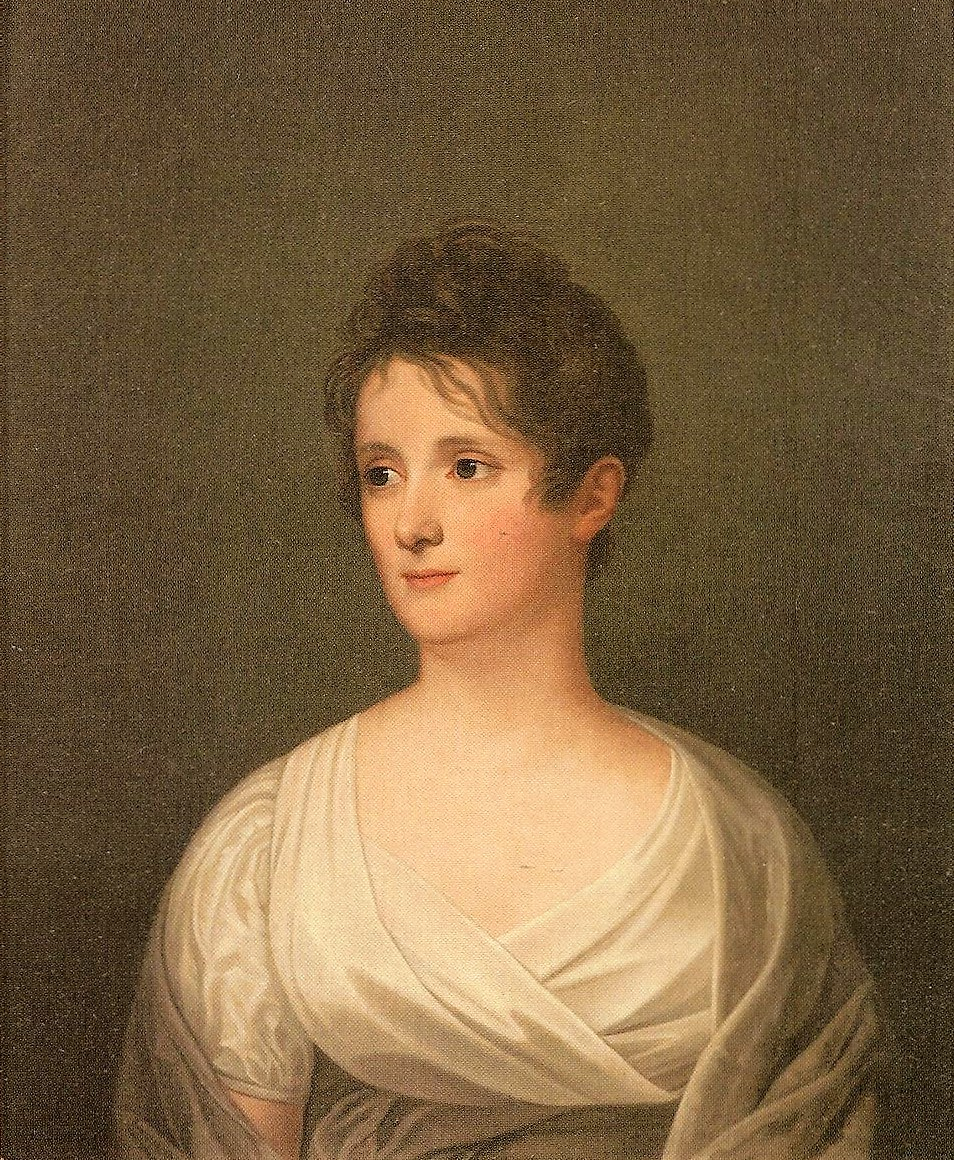
Friedrich Carl Gröger: Charlotte Gräfin Rantzau (ca. 1807), Kunsthalle zu Kiel
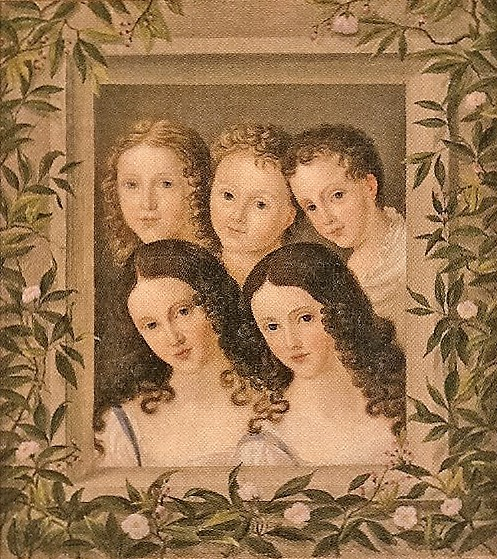
Anonym: Die Kinder von Graf Christian Detlev Karl zu Rantzau (vor 1809)

Nach seinem frühen Tod lebte seine Witwe mit den Kindern in der Seeburg an der Kieler Förde und machte sie zu einem gesellschaftlichen Mittelpunkt Kiels. Das Gebäude wurde 1907 abgebrochen, um Platz für das spätere Studentenheim gegenüber der Kunsthalle zu Kiel zu machen.

## Auszeichnungen
- Titel Kammerherr
- Kommandeur des Dannebrogordens (1811)
- Großkreuz des Großherzoglich Hessischen Ludwigsordens

## Schriften
- Über die einländischen Colonien der Europäer. In: Berlinische Monatschrift 1792. Jul. S. 12–42
- Über die Nationalgleichgültigkeit der Deutschen gegen öffentliche Denkmäler. In: Deutsche Monatsschrift 1793. Bd. 2. S. 42–48
- Historischer Versuch über die Leibeigenschaft. Hamburg: Hoffmann 1797

Digitalisat, Bayerische Staatsbibliothek
- Actenstücke zur Geschichte der Aufhebung der Leibeigenschaft in den Herzogtümern Schleswig und Holstein. Hamburg: Hoffmann 1798